# Cerco de Ansi

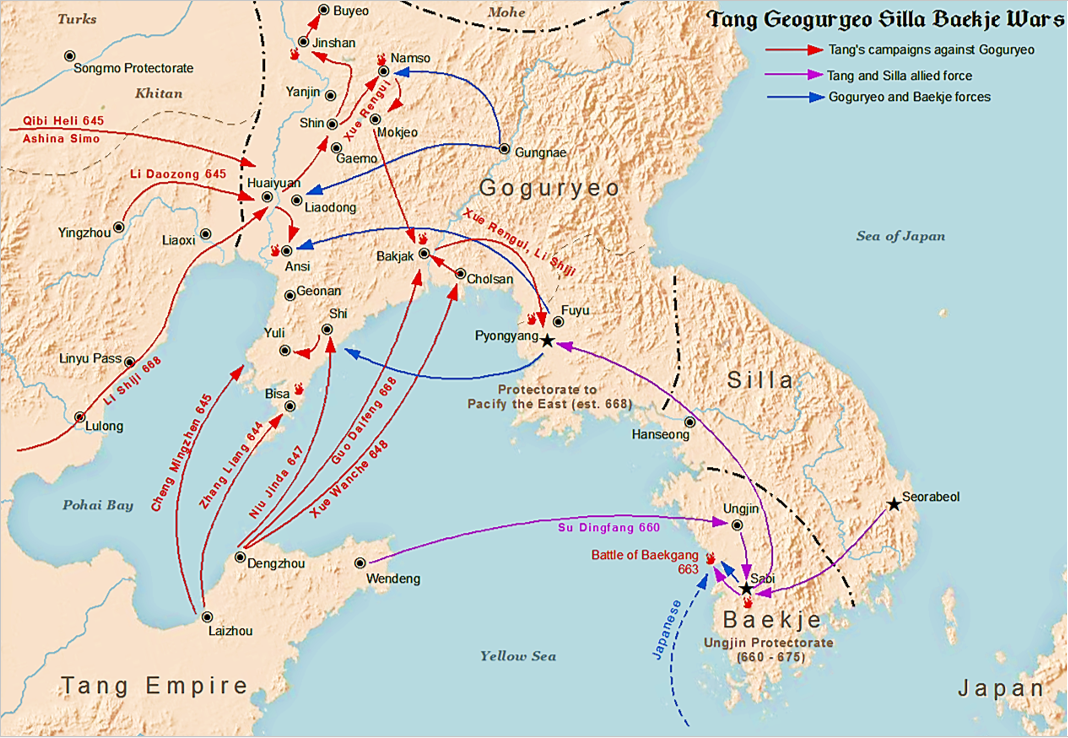
Guerras entre a dinastia Tang e os reinos da Península Coreana, incluindo Goguryeo, Silla e Baekje.

O Cerco de Ansi foi uma batalha entre as forças de Goguryeo e as forças de Tang, na península coreana, sendo uma parte da Primeira Campanha na Guerra de Goguryeo-Tang. O confronto durou cerca de três meses, de 20 de Junho de 645 a 18 de Setembro de 645.

## Antecedentes
No dia 1 de Abril de 645, as tropas das forças Tang, lideradas por Li Shiji, fingiram marchar para a cidade de Huaiyuan e, de repente, começaram a invadir Goguryeo. Elas atacaram vários castelos, incluindo a Fortaleza de Shin e a Fortaleza de Geonan, para confundir o sistema de defesa de Goguryeo. Tendo o plano falhado, Li Shiji fez uma matriz de toda as forças de Tang, fazendo-as começar um ataque à Fortaleza de Gaemo, no dia 15 de Abril. A fortaleza de Gaemo caiu no dia 25 de Abril. Ao mesmo tempo, as forças navais lideradas por Zhang Liang desembarcaram na Península de Liaodong e capturaram a Fortaleza de Bisa, no dia 2 de Maio. Enquanto isso, o Imperador Taizong de Tang uniu-se às forças e capturaram a Fortaleza de Yodong e a Fortaleza de Baekam, uma após a outra. Eles decidiram atacar a Fortaleza de Ansi e invadiram a fortaleza em 20 de Junho. Contra isso, Goguryeo enviou cerca de 150 mil homens, com Go yeon-su e Go hye-jin, para resgatar a Fortaleza de Ansi. No entanto, eles haviam sido derrotados por Tang e renderam-se.

## Desenvolvimento
Tang atacou a Fortaleza de Ansi com várias armas de cerco, incluindo pogeo (uma catapulta) e Chunggeo (um aríete). No entanto, a cada ataque, Goguryeo repelia as investidas do inimigo e reparava as muralhas. O Imperador Taizong de Tang mudou os acampamentos várias vezes e anunciou que mataria todos os homens na Fortaleza de Ansi quando Tang capturasse a fortaleza. Tang tinha construído uma muralha de terra mobilizando forças de cerca de 500 000 e atacado a Fortaleza de Ansi, com o muro de terra como um degrau. No entanto, o baluarte havia caído de repente e Goguryeo ocupou o muro de terra. Tang tentou várias vezes recuperar a muralha durante 3 dias, contudo Tang nunca conseguiu. Além disso, o inverno chegou durante esta altura, e a comida começou a escassear. Assim, Tang inevitavelmente bateu em retirada, abandonando a batalha no dia 18 de Setembro de 645.